# Emphysemastix magnifrater
Emphysemastix magnifrater är en mångfotingart som beskrevs av Hoffman 2005. Emphysemastix magnifrater ingår i släktet Emphysemastix och familjen Gomphodesmidae. Inga underarter finns listade i Catalogue of Life.